# Ринчения
Ринчения (лат. Rinchenia) — род тероподных динозавров из семейства овирапторид, живших в позднем мелу (маастрихт) на территории современной Монголии. Включает единственный вид — Rinchenia mongoliensis.
Единственный принадлежащий к роду вид был описан в 1986 году монгольским палеонтологом Ринченгийном Барсболдом на основе единственного экземпляра, GI 100/32A, найденного в районе хребта Алтан-Ула в Монголии (нэмэгэтинская свита). Обнаруженные остатки включали полностью сохранившийся череп с нижней челюстью, часть позвоночника, отдельные кости передних конечностей и плечевого пояса (в том числе вилочку), задних конечностей и таза. При первом описании Барсболд классифицировал экземпляр как Oviraptor mongoliensis.
При повторном описании экземпляра в 1997 году Барсболд, однако, пришёл к выводу, что отличия от известных представителей рода овирапторов (более высокий головной гребень, низко посаженные шейные позвонки и более хрупкое телосложение при такой же длине тела, как у овирапторов — около 1,5 метра) достаточны, чтобы говорить об отдельном роде, которому он дал название Rinchenia, в честь своего отца, академика Бямбына Ринчена. Это же название употребляется Барсболдом в соавторстве с Хальшкой Осмульской и Филипом Карри в 2004 году.